# Pyla-Kokkinokremnos

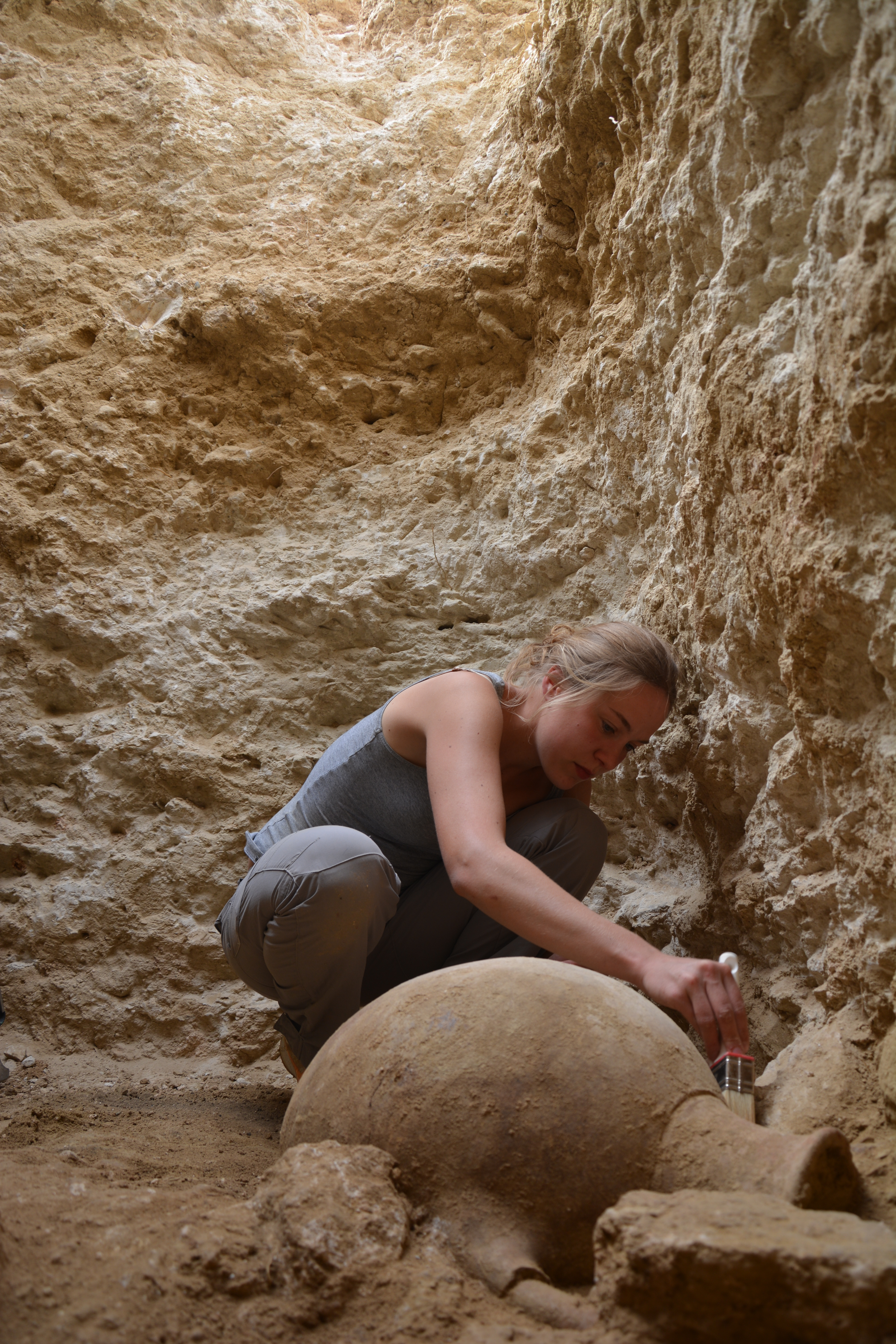
Scavi a Pyla-Kokkinokremos nel 2015

Pyla-Kokkinokremos è un insediamento risalente alla tarda età del bronzo (XIII secolo a.C. circa) situato nella parte sud-orientale dell'isola di Cipro. Venne abbandonato dopo un breve periodo di occupazione. Secondo Vassos Karageorghis, tra i popolatori dell'insediamento vi erano genti provenienti da Creta e dal mediterraneo occidentale.

## Storia
Il sito di Pyla-Kokkinokremos è situato su un altopiano roccioso a circa 10 km ad est di Larnaca, Kition, e a circa 20 km a sud-ovest di Enkomi, due grandi centri dell'età del bronzo nel XIII-XII secolo a.C., periodo noto come tardo-cipriota IIC e IIIA. Il sito è stato scavato da P. Dikaios nel 1952, V. Karageorghis nel 1981-1982 e, più recentemente, per il periodo 2010-2013, da V. Karageorghis e A. Kanta. Dal 2014, lo scavo è portato avanti da J. Bretschneider (Università di Gand), J. Driessen (Université catholique de Louvain) e A. Kanta (Società Archeologica del Mediterraneo).
In base alle campagne di scavo, si può presumere che l'intero altopiano di ca. 7 ettari era densamente occupato. Il più significativo è lo scavo di una parte di un insediamento nel settore orientale e nord-occidentale, il cui perimetro esterno murato si presume abbia circondato l'intero altopiano. La ripetizione di unità abitative all'interno dei settori scavati suggeriscono che la fondazione fu pianificata. Inoltre la scoperta di diversi ripostigli di metalli preziosi, sembrano indicare un abbandono organizzato dell'insediamento. Scavi precedenti hanno restituito due tavolette scritte in sillabario cipriota-minoico e hanno confermato il carattere internazionale della cultura materiale, che include, ad esempio ceramiche minoiche, cananee, micenee, sarde (resti di ceramiche di origine nuragica sono stati rinvenuti nel corso degli scavi del 2010), ittite e cipriote.
Pyla-Kokkinokremos fu fondato in un momento in cui la crisi dell'età del bronzo nel mediterraneo orientale aveva raggiunto il suo apice, e venne abbandonato solo pochi decenni dopo.